# Phil Hubbard
Philip Gregory “Phil” Hubbard (Canton, 13 december 1956) is een voormalig Amerikaans basketballer. Hij won met het Amerikaans basketbalteam de gouden medaille op de Olympische Zomerspelen 1976.
Hubbard speelde voor het team van de Universiteit van Michigan, voordat hij in 1979 zijn NBA-debuut maakte bij de Detroit Pistons. In totaal speelde hij 10 seizoenen in de NBA. Tijdens de Olympische Spelen speelde hij 6 wedstrijden, inclusief de finale tegen Joegoslavië. Gedurende deze wedstrijden scoorde hij 28 punten.
Na zijn carrière als speler was hij werkzaam als assistent-coach bij verschillende basketbalteams.